# Genséric Kusunga
Genséric Kusunga, född 12 mars 1988, i Schweiz, är en schweizisk-angolansk fotbollsspelare (försvarare). 

## Karriär
Kusunga spelade sin första match i Challenge League med Servette. Han spelade 75 matcher för Servette. Sommaren 2010 flyttade Genséric Kusunga till schweiziska FC Basel.

## Säsongsfacit (seriematcher och mål)
- 2010/2011: 7 / 0
- 2009/2010: 22 / 2
- 2008/2009: 19 / 1
- 2007/2008: 15 / 2
- 2006/2007: 12 / 0
- 2005/2006: 7 / 1